# بیغیر (گوی‌چای)
بیغیر (به لاتین: Bığır) یک منطقه مسکونی در جمهوری آذربایجان است که در شهرستان گوی‌چای واقع شده است. بیغیر ۵۷۲۴ نفر جمعیت دارد. این شهرستان از طرف شمال با شهرستان های اسماعیل لی و قبله، از طرف جنوب شرق با شهرستان کردامیر، از طرف جنوب با شهرستان اوجار، از طرف غرب با شهرستان آغ داش همسایه است.

## دین
در مسجد جامع بیغیر یک هیئت مذهبی وجود دارد.